# زیردریایی یو-۴۸۵
زیردریایی یو-۴۸۵ (به انگلیسی: German submarine U-485) یک زیردریایی است که طول آن ۶۷٫۱ متر (۲۲۰ فوت ۲ اینچ) می‌باشد. این زیردریایی در سال ۱۹۴۴ ساخته شد.